# يلتمر (مهاباد)
قرية يلتمر (بالكردية: یەڵتەمر) هي إحدى القرى التابعة لكاني بازار في ريف قسم خليفان من مقاطعة مهاباد، في محافظة أذربیجان الغربیة الإيرانية.

## السكان
حسب إحصاءات سنة 2006، بلغ إجمالي السكان في يلتمر 163 نسمة وعدد المساكن 27 مسكن. لغة سكان يلتمر هي اللغة الكردية و هم من أهل السنة والجماعة والمذهب الشافعي.